# ناتسا بوزالادزه
ناتسا بوزالادزه (به انگلیسی: Nutsa Buzaladze) (زاده ۲۸ ژانویهٔ ۱۹۹۷) خواننده و ترانه‌سرا گرجستانی است.
او نماینده گرجستان در یوروویژن ۲۰۲۴ بود.